# Macrochenus atkinsoni
Macrochenus atkinsoni är en skalbaggsart som beskrevs av Charles Joseph Gahan 1893. Macrochenus atkinsoni ingår i släktet Macrochenus och familjen långhorningar. Inga underarter finns listade i Catalogue of Life.